# Coccophagus silvestrii
Coccophagus silvestrii är en stekelart som beskrevs av Compere 1931. Coccophagus silvestrii ingår i släktet Coccophagus och familjen växtlussteklar. Inga underarter finns listade i Catalogue of Life.